# Nitrének

Nitrén szerkezete

A nitrének vagy imének (RṄ:) a karbének nitrogénanalógjai. A nitrogén töltetlen és 1 vegyértékű, így 6 vegyértékelektronja van, ebblől 2 kötő és 4 nem kötő. Ezért elektrofilek a nem teljes oktettől. A nitrének gyakran köztitermékek sok reakcióban. A legegyszerűbb nitrént (HN) gyakran egyszerűen nitrénnek nevezik.

## Elektronszerkezet
A legegyszerűbb nitrénben a nitrogén hibridizációja sp, ahol a 4 nem kötő elektronból 2 magányos párt alkot egy sp pályán, 2 két elfajult p-pályán van. Az elektronszerkezet a Hund-szabálynak megfelel: az alacsony energiájú állapot triplett, ahol e két elektron eltérő pályán van, a nagyobb energiájú a szingulett, ahol egy p-pályán van a két elektron, feltöltve azt, a másik pálya üres.
A karbénekhez hasonlóan erős a korreláció az in silico a nitrogénen számítható spinsűrűség és a D nullmező-elválasztási paraméter közt, mely elektron-spinrezonancia révén számítható.  A kis nitrének, például az NH vagy az NCF3 esetén D közel 1,8 cm−1 2-höz közeli spinsűrűséggel. Alacsony (0,4 alatti) D jellemző a 9-antril- és a 9-fenantrilnitrénre.

## Keletkezés
A nitréneket reakciókészségük miatt nem izolálják. Ehelyett reakciók köztitermékeként keletkeznek. Két gyakori mód van a nitrének előállítására:
- Azidok termo- vagy fotolízisekor nitrogén keletkezésével, a karbének diazovegyületekből való előállításához hasonlóan.
- Izocianátokból szén-monoxid keletkezésével. Ez a karbének keténekből való keletkezéséhez hasonlít.

Mivel a nitrén általában diamágneses prekurzorból keletkezik, a közvetlen termék szingulett nitrén, mely később triplett alapállapotúvá változik. Ahogy a fenil-azid modellrendszeren igazolták Gritsan  et al., a fotokémiailag indukált N2-vesztés közvetlen terméke lehet szingulett és triplett nitrén egyaránt. By using a triplet sensitizer, the triplet nitrene can also be formed without initial formation of the singlet nitrene.

## Izolált nitrének
Bár erősen reaktívak, egyes nitréneket 2019-től izolálták és leírták: 2019-ben Betley és Lancaster triplett nitrént írtak le, melyet rézközpont stabilizál nagy ligandumban. Később Schneider  et al. Pd- és Pt-tartalmú triplett metallonitréneket írtak le, ahol a szerves csoport helyén fém van. 2024-ben Beckmann, Ye és Tan csapata szerves triplett nitréneket izoláltak és írtak le, melyeket a kémiai reaktivitástól különösen nagy ligandum véd.

## Reakciók
A nitrének reakciói közé tartoznak:

### Nitrén-C–H-inzertáció
A nitrén C-H kötésbe kerülhet, amint vagy amidot létrehozva. A szingulett nitrénekben a szerkezet változatlan. Egy tanulmányban karbamát kálium-perszulfátos oxidáció a Pd-N kötésbe kerül a palládium(II)-acetát és a 2-fenilpiridin közt metil-N-(2-piridilfenil)karbamátot adva kaszkádreakcióban.

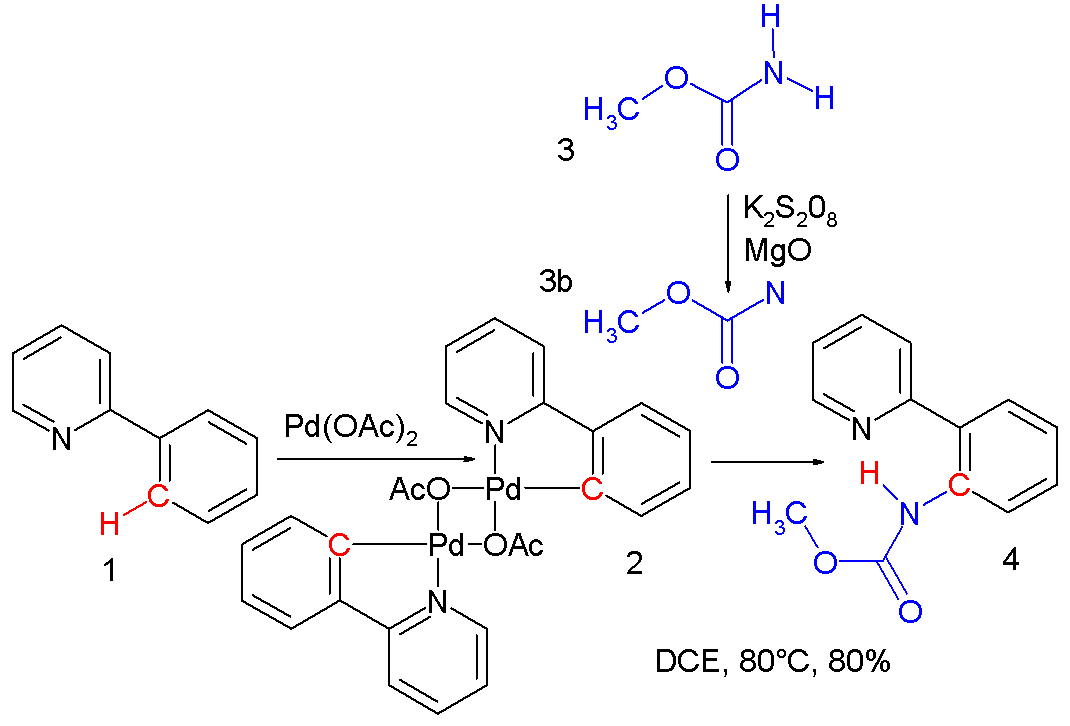
Nitrénes amidáció

Egy oximot és ecetsav-anhidridet tartalmazó, izoindol-származékot adó C-H inzertációban nitrén köztitermék fordulhat elő:

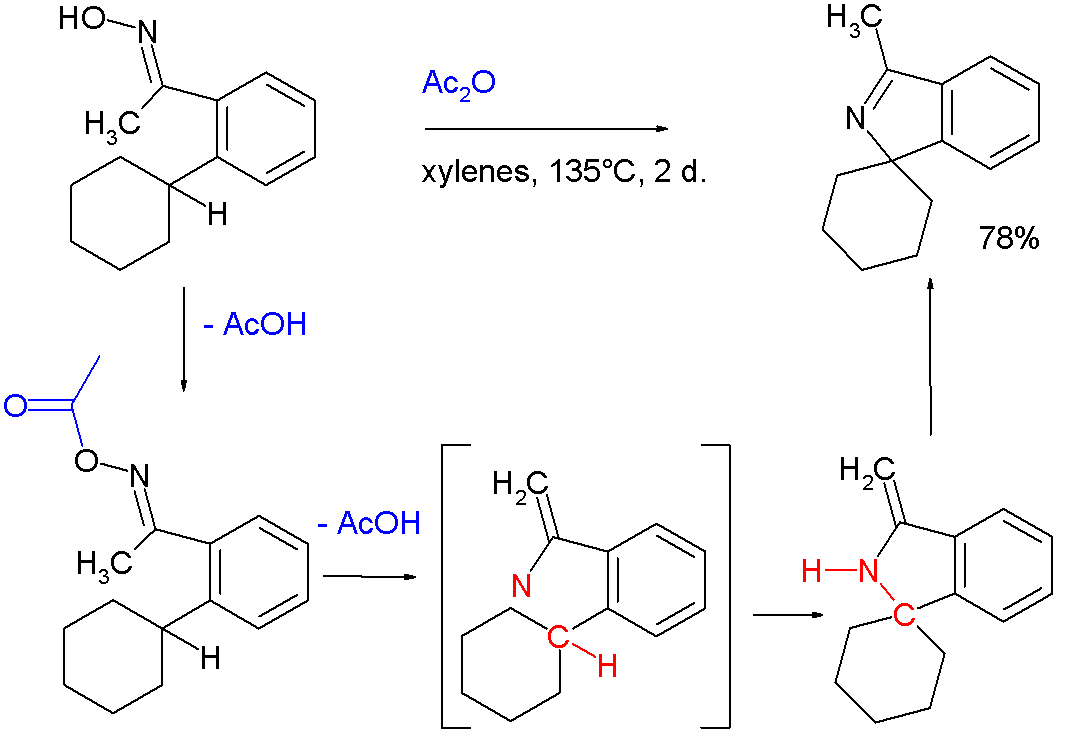
Ciklikus és spirokondenzált iminek szintézise

### Nitrén-cikloaddíció
alkénekkel a nitrének aziridint adnak, gyakran nitrenoid prekurzorokkal (például PhI=NNs vagy PhI=NTs), de ez közvetlenül szulfonamiddal történik átmenetifém-, például Cu-, Pd- vagy Au-alapú katalizátorral:
Gyakran az [N-(p-benzolszulfonil)imino]feniljodinán (PhI=NNs) így keletkezik:
Ezután jön a nitréntranszfer:
Itt a cisz- és a transz-sztilbén is transz-aziridint ad, ez alapján feltehetően kétlépéses a reakció. A triplett és szingulett nitrének energiakülönbsége kicsi is lehet, átmenetet lehetővé téve. A triplett nitrének termodinamikailag stabilabbak, de lépésenként reagálnak szabad forgású sztereokémiai keveréket adva.

### Arilnitrén-gyűrűbővülés és -szűkülés
Az arilnitrének 7 tagú kumulénekké bővülhetnek, gyűrűjük felnyílhat, és nitrilt képezhetbekcsok összetett reakcióban. Például az alábbi reakcióban az argonban lévő azid fotolízise 20 kelvinen triplett nitrénné és nitrogénné bomlik, amely egy nagyobb gyűrűjű termékkel van egyensúlyban.
A nitrén végül nyílt láncú nitrilt képez diradikális köztitermékkel. Magas hőmérsékleten 65%-ban is nitril keletkezik.

## Nitrenogyökök
Egyes nitrén- és gyökcsoportot tartalmazó vegyületekre ismert ESR magas spinű kvartett alacsony hőmérsékletű mátrixban. Ezek egyike amin-oxid gyök, egy másikban a gyök szénatomon van.
E rendszerben a nitrogén egyik páratlan elektronja delokalizált, σ–σ–π triradikálist adva. A karbén-nitrogén (imidil) gyök az elektronszerkezetet befolyásolja. Az arilnitrén-internalizáció széneltávolítási módszerekkel együtt használható piridinek fenil-azidokból való előállítására.

## A gyógyászatban
Egyes adamantilnitrének használhatók lehetnek influenza A-, influenza B-, 3-as típusú parainfluenza- és HIV-1-vírusok ellen.

## Fordítás
- Ez a szócikk részben vagy egészben  a   Nitrene című angol Wikipédia-szócikk ezen változatának fordításán alapul.  Az eredeti cikk szerkesztőit annak laptörténete sorolja fel. Ez a jelzés csupán a megfogalmazás eredetét és a szerzői jogokat jelzi, nem szolgál a cikkben szereplő információk forrásmegjelöléseként.